# Moldaus
Els moldaus (en romanès: moldoveni, [moldoˈvenʲ], ciríl·lic moldau: молдовень) són el grup ètnic més gran de la República de Moldàvia (75,1 % de la població el 2014) i una minoria significativa a Ucraïna i Rússia.
Aquest article fa referència a la població majoritàriament parlant de llengua romanesa originària de la República de Moldàvia, la històrica Bessaràbia, Transnistria i la diàspora originària d'aquestes regions, autoidentificades com a moldaves (altres 7% de la població de Moldàvia s'identifica com a romanesos).
La variant moldava també es pot utilitzar per referir-se a tots els habitants del territori de l'històric Principat de Moldàvia, actualment dividit entre Romania (47,5 %), Moldàvia (30,5%) i Ucraïna (22,5%), independentment de la identitat ètnica. A Romania, naturals de Moldàvia occidental s'identifiquen amb el terme general declaren ètnia romanesa, mentre que els romanesos de Bessaràbia (la República de Moldàvia inclòs) es poden anomenar Bessarabians (en romanès: basarabeni).

## Història

El Principat de Moldàvia al segle XV

Segons Miron Costin, un destacat cronista de la Moldàvia del segle xvii, els habitants del Principat de Moldàvia parlaven romanès i s'anomenaven "moldaus", però també "romanesos" que, segons ell, prové de " romanus ". A més, els eslaus veïns van anomenar als moldaus "valacs" o "Volokhs", un terme també s'utilitza per referir-se a tots els parlants nadius romanços de l'Europa de l'Est i de la península dels Balcans.
El 1812, l'Imperi rus va annexionar la meitat oriental de Moldàvia i el va canviar de nom com a Bessaràbia. Com que l'etnònim "romanès" guanyava cada vegada més popularitat al territori restant de Moldàvia i Bucovina durant el segle xix, la seva difusió a Bessaràbia, una província més endarrerida i rural de l'Imperi rus de l'època, va ser acollida sobretot pels romanesos intel·lectuals, mentre que la majoria de la població rural continuava utilitzant l'antiga autoidentificació “moldava”.
Alguns autors observen que els funcionaris russos també van preferir inicialment referir-se als habitants nadius de Besarabia com a "romanesos" (o "Volochi"), però després de la Unió de Moldàvia i Valàquia de 1859 van començar gradualment a utilitzar el terme "moldaus" per a ells, per justificar la idea de russificadors i paneslavistes per crear una identitat diferent de la dels romanesos de Moldàvia occidental. Tanmateix, l'historiador van Meurs indica que alguns documents oficials russos i estudis acadèmics al segle xix van continuar utilitzant "romanesos" i "moldaus" quan es referien a la població local, assenyalant que la política russa que restringia l'ús del La llengua romanesa a Besaràbia formava part de la tendència general de la russificació i de la promoció d'una política de nacionalitat tsarista com a tal.
Van Meurs conclou que abans de la Revolució d'Octubre, els habitants de Besaràbia probablement es consideraven "moldaus" en un "sentit natural, principalment local-territorial", i que no hi havia hagut cap esforç patrocinat pel govern per influir en el procés de construcció de la nació local promovent una identitat moldava. De la mateixa manera, l'historiador Charles King assenyala que la visió del camperol moldau sobre la seva pròpia identitat nacional no era el producte de les polítiques assimilacionistes russes, sinó que havia estat pràcticament congelada des del 1812.
Fins a la dècada de 1920, els historiadors generalment consideraven els moldaus com un subgrup de l'etnia romanesa. Després del 1924, dins de la recentment creada República Socialista Soviètica Autònoma de Moldàvia, les autoritats soviètiques van donar suport a la creació d'una llengua estandarditzada diferent (vegeu la llengua moldava) suposadament per demostrar que els moldaus formen un grup ètnic separat.

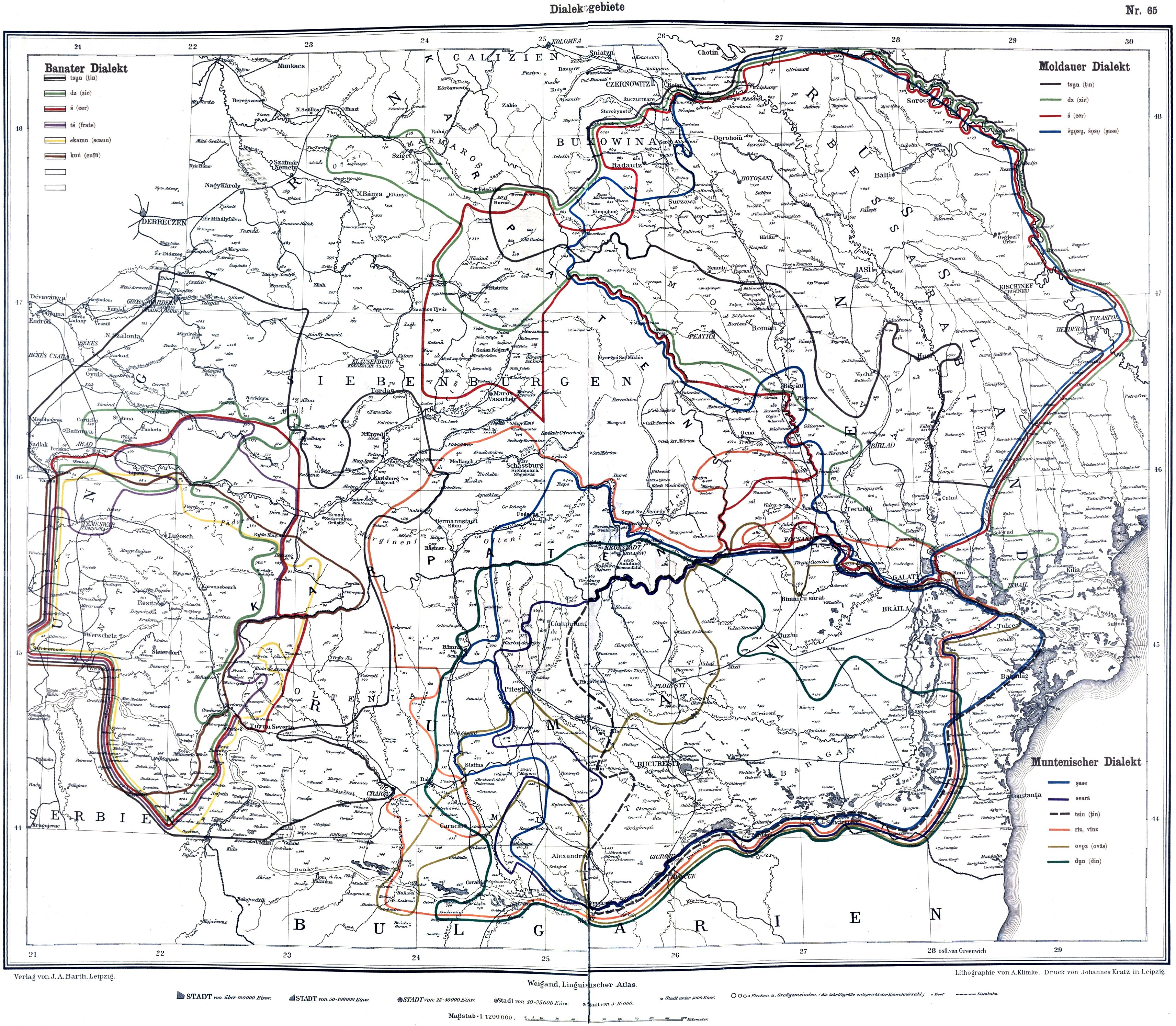
Un mapa de dialectes romanesos de 1908 (Banat, Moldau, Munteni) de Gustav Weigand

En el passat, els termes "moldau" o "moldau" s'han utilitzat per referir-se a la població del històric Principat de Moldàvia. Tanmateix, per als habitants de Besarabia que vivien sota el domini rus, el terme va adquirir una connotació ètnica a principis del segle XX: el maig de 1917, en un congrés de professors de Besarabia, va sorgir una disputa sobre la identificació de la població autòctona; un grup va protestar perquè no se'ls anomenés "romanesos", afirmant que eren "moldaus", mentre que un altre grup, dirigit pel poeta Alexei Mateevici, va recolzar l'opinió que els moldaus també són romanesos.
El 1918, Bessaràbia es va unir al Regne de Romania, després d'una votació de Sfatul Țării. La circumstància de la votació va ser complexa, ja que les tropes romaneses eren presents a Bessaràbia a petició del Sfatul Țării, ja que s'enfrontava a amenaces i anarquies exteriors.

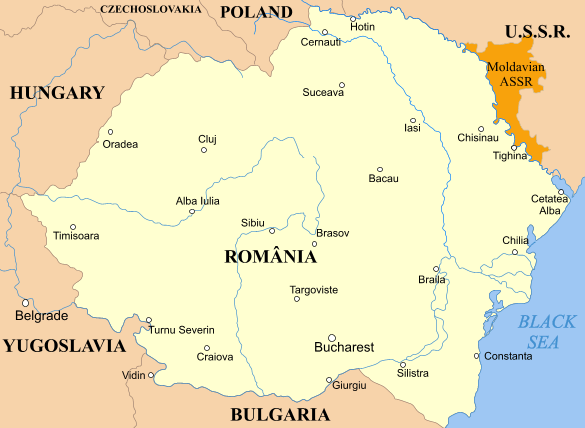
Mapa que representa les fronteres del Regne de Romania (1918-1940) i del MASSR a l'est.

En el moment de la unió, els camperols que parlaven romanès, en gran manera analfabets, de Besarabia no es consideraven part d'una nació romanesa més gran i no hi havia cap moviment nacionalista de masses com en altres regions, com a Transsilvània.
L'estat romanès unificat va promoure una identitat comuna per a tots els seus habitants de parla romanesa. En part pel seu relativament subdesenvolupament en comparació amb altres regions de la Gran Romania, així com per la baixa competència i corrupció de la nova administració romanesa en aquesta província, el procés d'integració de Besarabia a l'estat romanès unificat va tenir menys èxit que en altres regions i aviat es veuria interrompuda per l'ocupació soviètica.
El 1940, durant la Segona Guerra Mundial, Romania va acceptar un ultimàtum i va cedir la regió a la Unió Soviètica, que la va organitzar en l'RSS de Moldàvia. Els soviètics van iniciar una campanya per promoure la identitat moldava més que la resta de parlants de romanès, aprofitant la integració incompleta de Bessaràbia a la Romania d'entreguerres. La política oficial soviètica també afirmava que el romanès i el moldau eren dues llengües diferents i, per emfatitzar aquesta distinció, el moldau havia d'escriure’s en un nou alfabet ciríl·lic (l'alfabet ciríl·lic moldau) basat en el ciríl·lic rus, en lloc del ciríl·lic romanès més antic que va deixar d'utilitzar-se al segle xix a l'Antic Regne romanès i el 1917 a Bessaràbia.

## Identitat i política a la República de Moldàvia

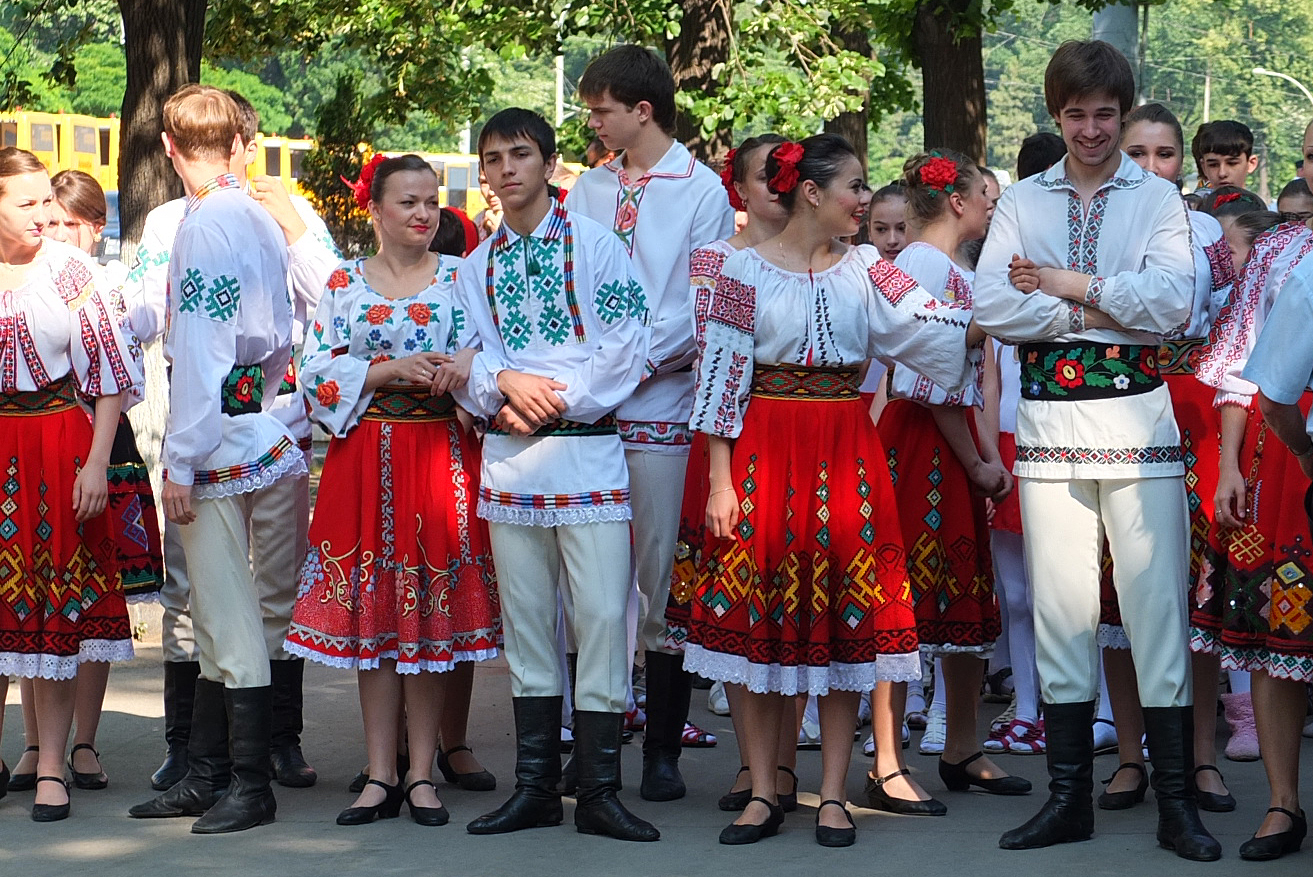
Persones que porten vestits tradicionals de Moldàvia a Chișinău

Una enquesta duta a terme a la República de Moldàvia el 1992 va mostrar que el 87% dels parlants de romanès / moldau va optar per identificar-se com a "moldaus" en lloc de "romanesos".
Segons un estudi realitzat a la República de Moldàvia el maig de 1998, quan es va demanar als moldaus autodeclarats que caracteritzessin la relació de les identitats romanesa i moldava, 55% els considerava una mica diferents, 26% molt diferent i inferior a 5% idèntic.
Una enquesta duta a terme a la República de Moldàvia per IMAS-Inc Chișinău l' octubre de 2009 va presentar una imatge més detallada. Es va demanar als enquestats que valoressin la relació entre la identitat romanesa i la moldava en una escala entre 1 (totalment igual) i 5 (completament diferent). L'enquesta va mostrar que 26 El% de tota la mostra, que incloïa tots els grups ètnics, va afirmar que les dues identitats eren iguals o molt similars, mentre que el 47% va afirmar que eren diferents o completament diferents.
Els resultats van variar significativament entre les diferents categories de subjectes. Per exemple, mentre que 33 El% dels joves enquestats (de 18 a 29 anys) va escollir el mateix o molt similar i 44% diferents o molt diferents, entre els enquestats sèniors (majors de 60 anys) les xifres corresponents van ser del 18,5% i 53%. La proporció d'aquells que van triar la mateixa identitat o molt similar va ser superior a la mitjana entre els parlants nadius de romanès / moldau (30%), entre els habitants de les zones urbanes (30,5%), entre aquells amb estudis superiors (36,5%), i entre els residents de la ciutat capital (42,5%).
Segons un estudi patrocinat per l'OSCE del 2020, entre la població de Moldàvia, el 20% dels moldaus ètnics es van identificar secundàriament com a romanesos, mentre que el 68% dels romanesos d'ètnia romanesa es van identificar secundàriament com a moldaus. Quan se li va preguntar sobre la seva llengua materna, entre els moldaus ètnics el 69% la va identificar com a moldau, el 34% com a romanès i el 7% com a rus (es permetien múltiples respostes). L'estudi va indicar que les ètnies moldaves són altament endogàmiques, amb un 87% informant d'un cònjuge dels mateixos grups ètnics; en canvi, el 50% dels romanesos van indicar un cònjuge moldau. Si bé el 91% dels moldaus ètnics van declarar tenir pares moldaus de qualsevol sexe, entre els romanesos ètnics el 52% va indicar tenir una mare moldava (en comparació amb el 45% en tenir-ne de romanesa), mentre que el 49% va indicar tenir un pare moldau (en contraposició als 50% de tenir-ne un de romanès).
Les opinions divergents també es reflecteixen en els documents oficials de l'Estat emesos en legislatures successives. La Declaració d'Independència del 1991 anomenava la llengua oficial "romanès" i el primer himne adoptat per la República independent de Moldàvia va ser "Deşteaptă-te, române" ("Desperta't, romanès!"), igual que el himne de Romania.
Com a reflex de diferents configuracions polítiques del posterior parlament moldau, la Constitució de Moldàvia (1994) anomena la llengua oficial "moldava", mentre que el "Concepte de la política nacional de la República de Moldàvia" (2003) adoptat pel Parlament dominat pels comunistes distingeix explícitament els moldaus i els romanesos com a grups ètnics, i també ho fa el cens del 2004.

### Intel·lectuals de Bessaràbia i identitat romanesa
Un nombre important d'intel·lectuals de Besarabia es consideraven part de la nació romanesa en el pas del temps. Entre aquestes figures destacades, hi ha les següents:
- Alexei Mateevici (1888–1917), autor de l'himne nacional moldau Limba noastră va dir en un congrés de professors de Besarabia el 1917: “Sí, som moldaus, fills de l'antiga Moldàvia, però pertanyem al gran cos de la nació romanesa, que viu a Romania, Bucovina i Transsilvània. Els nostres germans de Bucovina, Transsilvània i Macedònia no es diuen a si mateixos pels llocs on viuen, sinó que es diuen romanesos. Això és el que també hem de fer! "[27]
- Emanoil Catelli (1883–1943), un polític de la República Democràtica de Moldàvia i, més tard, de Romania, va dir el 1917: "Els moldaus que van romandre en silenci durant 106 anys, haurien de parlar més fort avui […] perquè són romanesos, i només els russos els van degradar al paper de "moldaus" "[28]
- Maria Cebotari (1910–1949), una de les sopranos més famoses nascudes a Besarabia, va dir "Mai i en cap cas se m'ha passat pel cap dir que sóc una altra cosa que un romanès de Besaràbia o, simplement, un romanès".[29]
- Grigore Vieru (1935-2009), destacat poeta moldau, ferm defensor del pan-romanisme, va escriure: "Els moldaus també em fan mal / Inhumanament / Però estic content que la romanesa / Encara hi visqui" (Bessarabia amb pena)[30]
- Eugen Doga (n. 1937), un famós compositor moldau, va explicar en una entrevista la seva visita a Alba-Iulia, Romania: "Aquesta és la capital de la unificació, una autèntica Meca [... ]. Crec que la gent ve aquí no forçada, sinó lliurement, per tornar als seus germans ".[31][32]
- Gheorghe Duca (n. 1952), president de l'Acadèmia de Ciències de Moldàvia, va dir: "Igual que tota la nació romanesa, que Grigore Vieru va elogiar, no puc creure que el poeta va marxar de casa per sempre"[33]
- Constantin Tănase (n. 1949), director del diari moldau " Timpul de dimineață ", un dels líders d'opinió més influents de Moldàvia[34][35] afirmar: "L'acadèmia, l'elit política i cultural ha de demostrar que la romanesa a la República de Moldàvia no és un caprici extremista, sinó una realitat i una condició de l'existència d'aquest estat ".[36]

El missatge de benvinguda de la Unió d'Escriptors de Moldàvia és una cita de Mircea Eliade: "Us convidem a iniciar-vos en la vida literària de Besaràbia, terra fronterera romanesa sotmesa a un llarg i massa llarg terror de la història"
El poeta nacional de Moldàvia i Romania, Mihai Eminescu va néixer i viure fora del territori de l'actual República de Moldàvia i es considerava romanès. Sovint se cita que diu " Som romanesos, punt. (Suntem români şi punct) ".

## Demografia
Segons el cens del 2014, es calcula que hi ha 2.998.235 persones (sense Transnistria), de les quals 2.804.801 eren realment cobertes pel cens. Entre ells, 2.068.068 o el 73,7% es van declarar moldaves i 192.800 o el 6,9% romanesos. Algunes organitzacions com el partit liberal de Moldàvia han criticat els resultats del cens, afirmant que els romanesos representen el 85% de la població i que els funcionaris del cens han pressionat els enquestats perquè es declaressin moldaus en lloc de romanesos i, de manera intencionada, no han cobert els enquestats urbans que són més propensos a declarar ells mateixos romanesos en oposició als moldaus.
Els resultats del cens anterior del 2004 van informar que de les 3.383.332 persones que vivien a Moldàvia (sense Transnistria), 2.564.849 o el 75,81% es declaraven moldaves i només el 73, 276 o el 2,17% romanesos. Un grup d'observadors internacionals va considerar que el cens es feia generalment de manera professional, tot i que van informar de diversos casos en què els censadors van animar els enquestats a declarar-se moldaus en lloc de romanesos.
El cens del 2001 a Ucraïna va comptar amb 258.600 moldaus i 150.989 romanesos. Els moldaus autoidentificats viuen principalment a les zones meridionals i nord de la històrica Besaràbia (concretament a la regió de Budjak de l'òblast d'Odessa i al raió de Novoseltsia de l'òblia de Txernivtsi), mentre que els romanesos autoidentificats viuen principalment al nord de Bucovina i la regió d'Hertza de Txernivtsi.

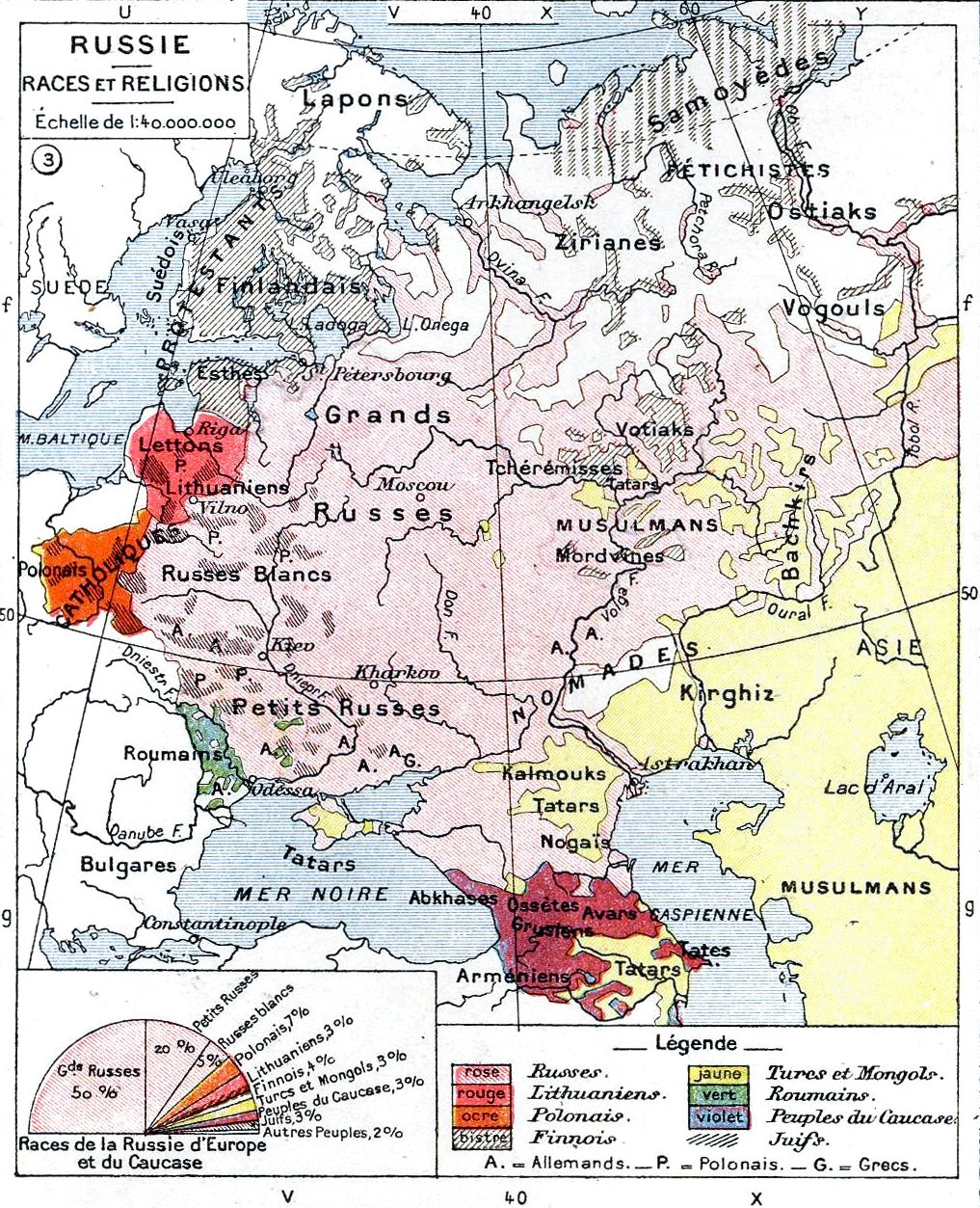
Mapa ètnic francès de finals del segle xix de la Rússia europea, destacant en verd els romanesos de la governació de Bessaràbia
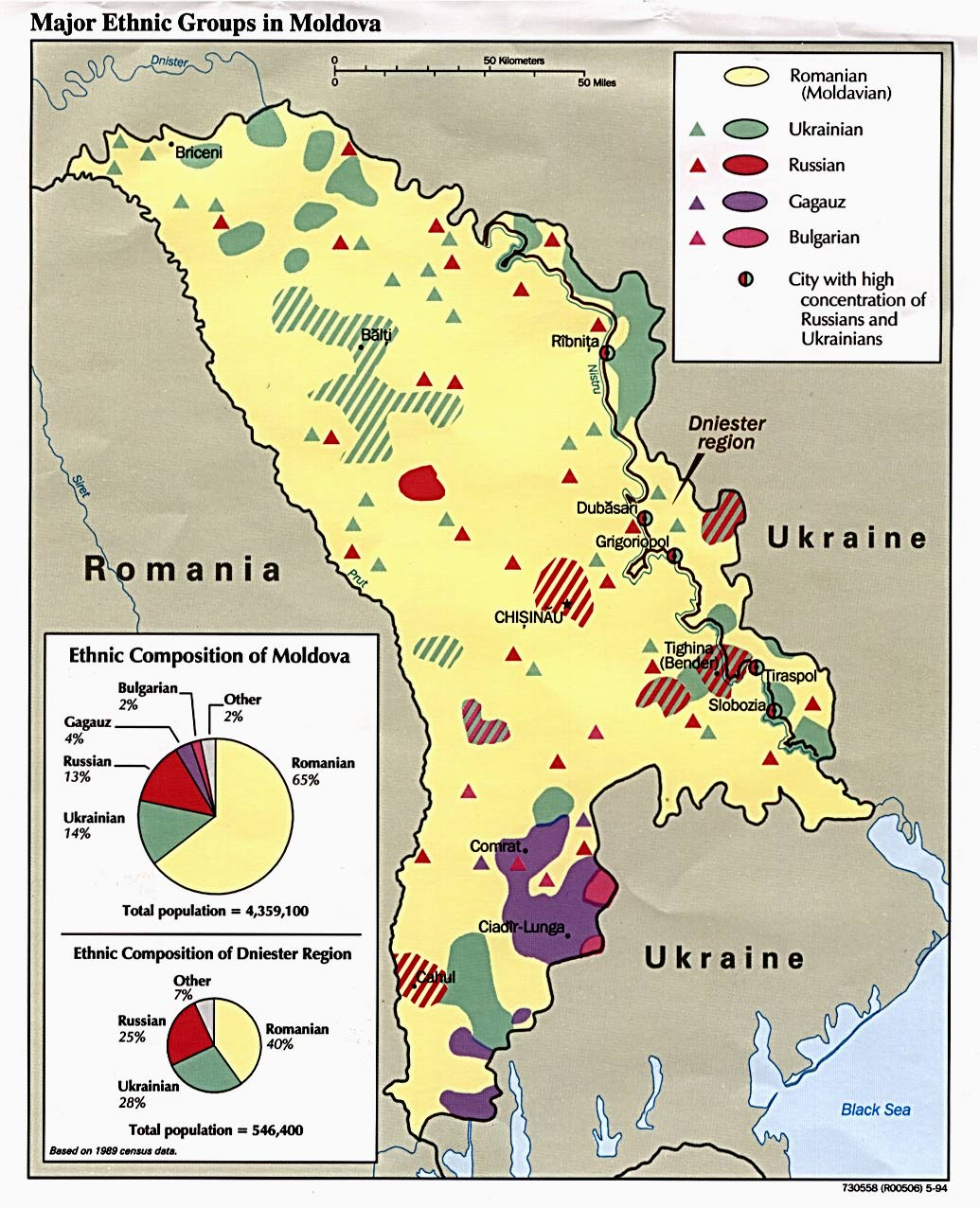
Principals grups ètnics a l'URSS el 1989
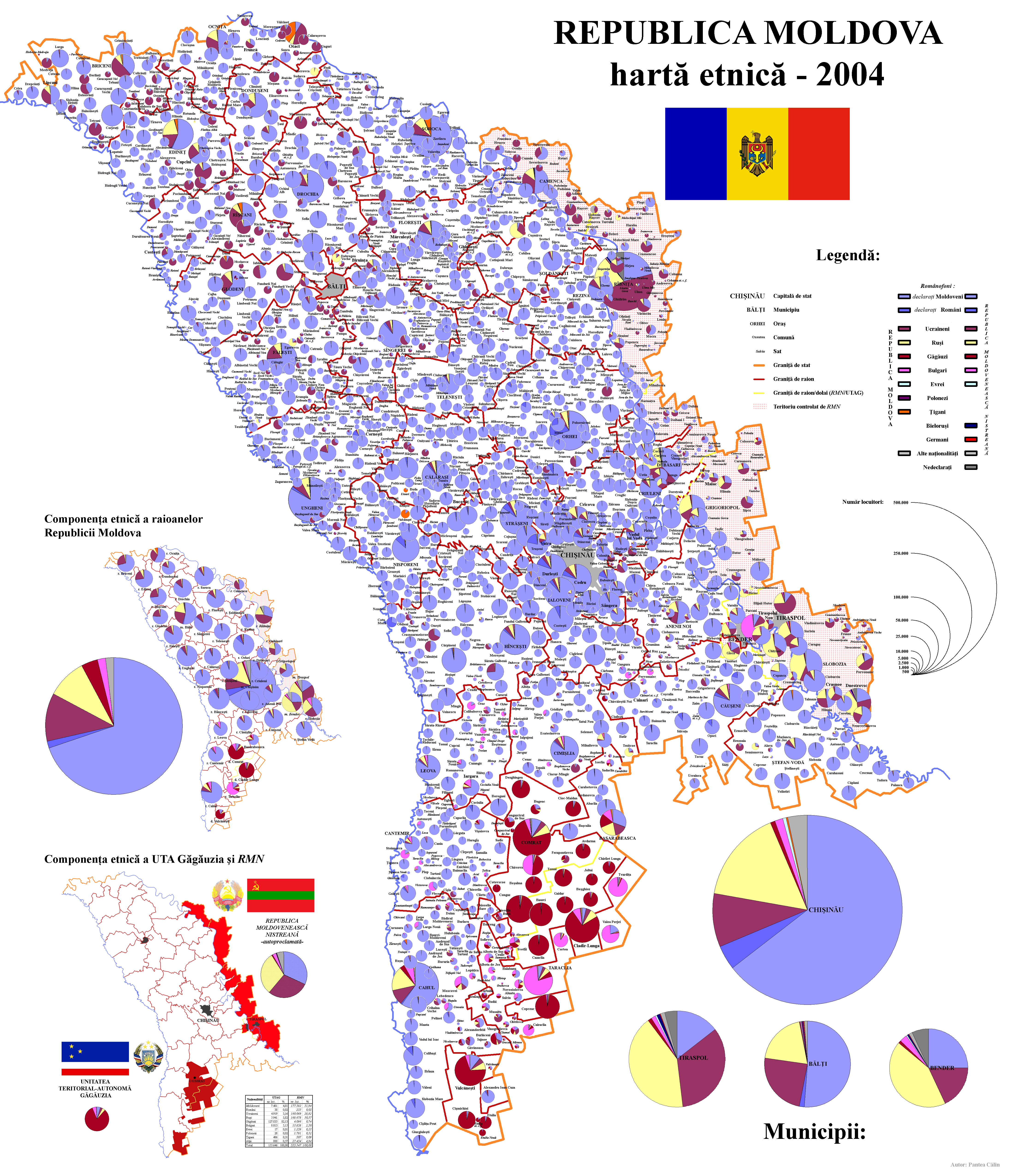
Composició ètnica de la República de Moldàvia segons el cens del 2004, els moldesos es van informar en blau / porpra
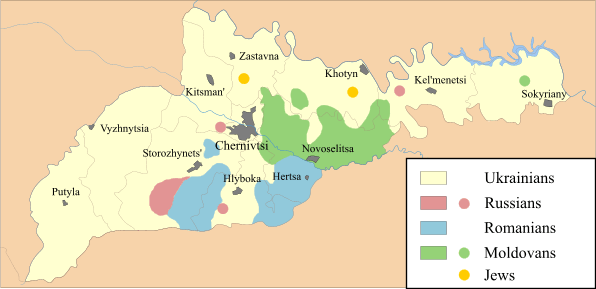
Divisions ètniques a l'oblast de Txernivtsi (Ucraïna) amb moldesos autodeclarats en verd i autodeclarats romanesos en blau (1980)
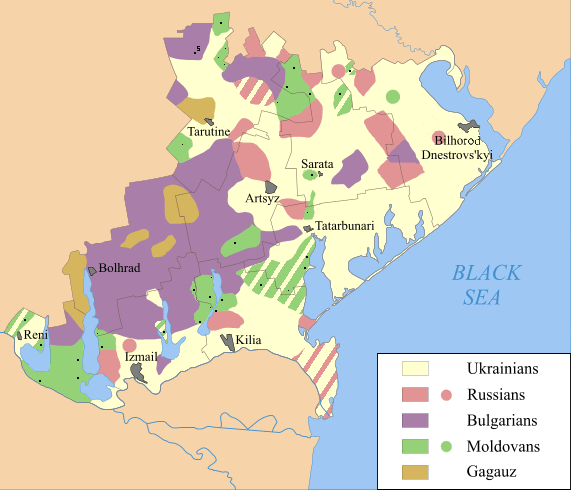
Divisió ètnica de Budjak (Ucraïna) amb moldesos autodeclarats en verd (1989)

## Identitat regional a Romania
La part més gran (47,5%) del territori del històric Principat de Moldàvia juntament amb totes les seves capitals formals (Târgul Moldovei, Suceava i Iaşi) i les famoses esglésies pintades es troben a Romania. El riu Moldàvia (possiblement, l'origen del nom del Principat, vegeu Etimologia de Moldàvia), ara flueix completament a través de Romania. Després de l'annexió russa de Besarabia el 1812 i l'annexió austríaca de Bucovina el 1775, la resta de Moldàvia es va unir el 1859 amb Valàquia i va formar la moderna Romania.
Segons el cens romanès del 2002, hi ha 4,7 milions de parlants de romanès als vuit comtats que antigament formaven part del Principat de Moldàvia. El nombre de persones, si escau, que es van declarar moldaves en aquest cens és impossible de conèixer, ja que el "moldau" es considera oficialment una identitat regional a Romania. Els habitants de parla romanesa d'aquests comtats generalment es refereixen a si mateixos com a "moldaus", però declaren l'ètnia romanesa.
El 1998, Constantin Simirad, exalcalde de Iaşi, va fundar el Partit dels moldaus (Partidul Moldovenilor) que més tard es va unir al Partit Socialdemòcrata. No obstant això, l'objectiu declarat del partit era representar els interessos de la regió de Moldàvia a Romania en lloc de qualsevol identificació ètnica.

## La religió a Moldàvia
La denominació principal a Moldàvia és el cristianisme ortodox. La majoria dels cristians ortodoxos de Moldàvia pertanyen a l'Església Ortodoxa de Moldàvia, una branca de l'Església Ortodoxa Russa, mentre que una minoria pertany a la metròpoli de Besarabia, una branca de l'Església Ortodoxa Romanesa. Els dos cossos estan en plena comunió, la disputa entre ells és purament territorial i gira al voltant de la successió legítima a Bessaràbia. A partir del 2007, l'Església Ortodoxa de Moldàvia compta amb 1255 parròquies, mentre que la metròpoli de Bessarabia compta amb 219.